# Тростниковый ремез
Тростниковый ремез или Толстоклювый ремез (лат. Remiz macronyx) — вид птиц из семейства ремезовых.

## Таксономия
Выделяют четыре подвида, один из которых, возможно, вымер, а другой иногда считают синонимом номинативного. Подвид aralensis из окрестностей Аральского моря оказывался неотличимым от номинативного. Подвид ssaposhnikowi считают гибридом номинативного подвида данного вида и подвида jaxarticus вида Remiz pendulinus.

## Распространение
Обитают в Средней Азии и Иране. Населяют низменные берега озёр и рек с зарослями тростника (Phragmites) и камыша (Typha); избегает густых зарослей камыша.

## Описание
Длина тела 10—11 см, вес 9,3—10,5 г.
Маленькая охристая птичка с тёмной маской, у некоторых подвидов переходящей в копюшон. Имеет сильные лапы с большим задним когтем. У самцов номинативного подвида участок от головы к горлу и верхняя часть грудки сажистого чёрного или тёплого тёмно-коричневого цвета (перья с тонкими кончиками бледно-охристого цвета, когда оперение свежее), имеется узкий светлый желтовато-коричневый воротник, окаймляющий верхнюю часть «мантии» (добавление к эффекту капюшона); спинка и её верхняя часть каштановые, перья окаймлены коричным оттенком, нижние лопатки и спина по направлению к надкрыльям бледно-коричневая, становятся почти белёсыми на надкрыльях с тёмными прожилками; перья на верхних частях крыльев красновато-коричневые или черноватые, в свежем оперении с бледно-коричной бахромой. Хвост черноватый, с кремовой каймой; боковые стороны грудки каштановые, каждое перо с бахромой бледно-охристого цвета, остальная часть нижней части тела светло-жёлтая с тёмными основаниями перьев (которые могут быть видны в разной степени по мере того, как бледные кончики стираются). Радужные оболочки тёмно-коричневые; клюв тёмно-серый, основание и режущие кромки светлее, ноги тёмно-серые. От сородичей отличается в основном отсутствием серых или белых участков на голове и затылке.
Самка похожа на самца, но менее выражена, у неё более широкие кончики перьев, поэтому в свежем оперени горло менее тёмное. Молодые особи довольно невзрачная, голова и верх тела тускло-сероватые, мало контрастируют со светлым охристым телом снизу; внешне неотличимы от молодых Remiz coronatus. Подвиды различаются в основном тоном окраски и рисунком оперения, но наблюдателей сбивают с толку индивидуальные различия в зависимости от возраста, пола и формы оперения: neglectus похож на номинативный подвид, но меньше по размеру; nigricans наиболее тёмный, тёмный цвет капюшона распространяется на спинку и большую часть нижней части тела; ssaposhnikowi изменчив: более тёмные особи близки к номинативному подвиду, более светлые с небольшим количеством каштановых и беловатых перьев на макушке и затылке и беловатым горлом (легко спутать как с R. coronatus, так и с гибридами между Remiz pendulinus и видами из Каспийского региона).

## Биология
В рацион входят мелкие беспозвоночные, в основном личинки мелких насекомых, а также взрослые особи и их яйца, мелкие пауки (Araneae); также едят семена водных растений, особенно сложноцветных.
В кладке 6—7 яиц.